# برکاسووو
برکاسووو (به صربی: Berkasovo) یک منطقهٔ مسکونی در صربستان است که در Šid Municipality واقع شده‌است. برکاسووو ۱٬۲۲۸ نفر جمعیت دارد.